# まんがはじめて面白塾
『まんがはじめて面白塾』（まんがはじめておもしろじゅく）とは、1989年2月4日から1991年4月27日にかけてTBS系列にて放送された子供向けテレビ番組のタイトルである。制作はダックスインターナショナル。系列外配給は放送番組センター。厚生省中央児童福祉審議会推薦番組。
『まんがはじめて物語』から続いた一連のシリーズの5作目にしてレギュラー最終作である。

## 内容
お姉さん役に森川由加里を起用、それまでの歴代お姉さんの雰囲気から一転したPOPなキャラクター作りがなされ、マスコットキャラにあたるゴン左衛門も、それまでのモグタンからの派生デザインとは異なったキャラクターとなっており、そういった意味ではシリーズの新たな方向性を模索した作品である。
しかし番組開始から半年でお姉さん役を森川由加里から貴本亜莉紗に交代するなど従来の「はじめて物語シリーズ」のテイストに戻したものの視聴率は低迷。13年続いたシリーズに終止符を打つことになった。
なお最終回のラストは、ゴン左衛門とオリーブが当番組の終了を述べる程度で、シリーズが終わる事は一言とも触れなかった。

## 主な出演者
森川由加里(ユカリン)
歴代お姉さん同様好奇心旺盛な性格に加え、男勝りで口が悪くゴン左衛門に窘められること多数。高所恐怖症。
貴本亜莉紗(オリーブ)
ユカリンに代わって第35回から出演。歴代唯一のメガネっ娘でお婆ちゃん子。一部の回をのぞいて「ミッキー頭」で通していた。貴本は、前の芸名で「代議士の妻たち」などに出演していたが、その前歴を隠してこの番組でデビューということにしていた。
ゴン左衛門
声 - 伊東みやこ
右のデコにバンソウコウを貼っているのが特徴。ユカリンと組んでいた時はサバサバした性格だった。ワープ航法はユカリン期では、カラフルな傘を取出し、ユカリンがそれを回す順序だったが、オリーブ期では「ゴンと、オリーブの、ワープでジャンプ!」の合言葉で行っていた。
ナレーター
声 - 桝井論平（当時TBSアナウンサー）

## スタッフ
- 音楽：伊部晴美
- 演奏：ダックスフント
- キャラクターデザイン：菊池通隆
- オープニング演出：奥田誠治（永久機関）（第34回まで）
- 人形：原田克彦（のぞみプロ）
- 撮影：須藤昭栄、熊田英明
- アニメーション撮影：笹原純、加藤章彦、小西真奈美
- 声の出演：亀井三郎、茶風林、稲葉実、仲木隆司、田原アルノ、梁田清之、坂東尚樹、小和田貫平、紗ゆり、橋本るり子ほか 演劇集団目覚時計、九プロダクション／賀来千香子(第35回ゲスト)
- 編集：岡田三知夫、倉持清治、阿良木プロモーション
- 選曲：白井多美雄、森川永子
- 録音：T・E・S・S
- 現像：IMAGICA
- 文芸担当：平田哲
- 製作協力：童話舎
- 衣裳協力：NAFNAF、東急百貨店吉祥寺店
- 監督：曽我仁彦、村石宏實、吉田典史
- プロデューサー：丹野雄二、永井憲二、大塚敏徳（ダックスインターナショナル）、井上博（TBS）
- 製作：ダックスインターナショナル、TBS

## 主題歌

### オープニングテーマ
『あなたらしく』（第1回 - 第34回）
作詞 - 森浩美 / 作曲 - 高槻真裕 / 編曲 - 森村献 / 歌 - 森川由加里（ファンハウス(現：ソニー・ミュージックレーベルズ)）
『知らないおばけはでてこない』（第35回 - 第110回、トニー・オーランド&ドーンの『幸せの黄色いリボン』の日本語詞によるカバー曲）
作詞 - L RUSSELL BROWN / 訳詞 - 秋元康 / 作曲 - Irwin Levine / 編曲 - 鶴由雄 / 歌 - BANANA（日本コロムビア）

### エンディングテーマ
『DEAR FRIEND』（第1回 - 第34回）
作詞 - 森浩美 / 作曲・編曲 - 森村献 / 歌 - 森川由加里（ファンハウス）
『がんばれ!』（第35回 - 第110回、グロリア・ラッソの『メロンの気持』の日本語詞によるカバー曲）
作詞・作曲 - PAT VALANDO、CARLOS RIGVAL、RONNIE CARSON / 訳詞 - 秋元康 / 歌 - BANANA（日本コロムビア）

## 各話リスト
全話とも原則としては1回で2本放送。
判明分のみ記載。放送日が記載されているもの以外は順不同。
| 回  | 放送日        | サブタイトル                                                                     | 脚本           | 演出            | 原画                           | 監督     |
| --- | ------------- | -------------------------------------------------------------------------------- | -------------- | --------------- | ------------------------------ | -------- |
| 1   | 1989年 2月4日 | 合点承知の汽車の旅（鉄道）                                                       | 戸田博史       | 日下部光雄      | 大鹿日出郎                     | 村西宏賓 |
| 1   | 1989年 2月4日 | 誰にやろうかユカリンチョコ（チョコレート）                                       | 志村多穂       | はしばみのる    | 仲門通                         | 村西宏賓 |
| 2   | 2月11日       | アタボウよ!誰が撮ってもユカリン美人（写真）                                      | 志村多穂       | 又野龍也        | 又野龍也                       | 曽我仁彦 |
| 2   | 2月11日       | てやんでェ!明日は晴れに決まってる（天気予報）                                    | 戸田博史       | 藤原良二        | 加藤政志                       | 曽我仁彦 |
| 3   | 2月18日       | おっとどっこい!ユカリン様のお通りだい!（自転車）                                 | 佐藤茂         | 野寺三郎        | 丸山夏生                       | 曽我仁彦 |
| 3   | 2月18日       | こいつぁ頭にピッタシだ!（帽子）                                                  | 鷺山京子       | 秦泉寺博        | 山崎英次                       | 曽我仁彦 |
| 4   | 2月25日       | 3月3日は悪霊たちのお祭りだい!（ひなまつり）                                      | 志村多穂       | まつざきはじめ  | 松崎一                         | 村西宏賓 |
| 4   | 2月25日       | とんとんたたいてハイカラ料理（トンカツ）                                         | 杉原恵         | 江沢聖三        | 江沢聖三                       | 村西宏賓 |
| 5   | 3月4日        | 御用!御用!サイレン鳴らしてお縄頂戴!（パトカー）                                  | 花園由宇保     | はしばみのる    | はしばみのる                   | 曽我仁彦 |
| 5   | 3月4日        | てえへんだ!事件だ事件だ号外だ!!（新聞）                                          | 戸田博史       | なみきまさと    | 仲門通                         | 曽我仁彦 |
| 6   | 3月11日       | 発車オーライ!憧れのバスガール（バス）                                            | 志村多穂       | 秦泉寺博        | じんせんじひろし               | 曽我仁彦 |
| 6   | 3月11日       | ここからここはオイラの土地だい!（地図）                                          | 首藤剛志       | 日下部光雄      | 佐藤多恵子 島袋美由紀          | 曽我仁彦 |
| 7   | 3月18日       | 食いねえ食いねえ西洋まんじゅうもっと食いねえ（パン）                             | 志村多穂       | 藤原良二        | 加藤政志                       | 吉田典史 |
| 7   | 3月18日       | 文明開化だバッサリ切ってもらいましょう（理髪店）                                 | 星川秦子       | 福田きよむ      | 鈴木真矢                       | 吉田典史 |
| 8   | 3月25日       | 上に参りまーす!高層ビルの強ーい味方!（エレベーター）                             | 杉原恵         | 江沢聖三        | 江沢聖三                       | 曽我仁彦 |
| 8   | 3月25日       | 今日は気どってティー・タイム?!（紅茶）                                           | 篠原由美       | 田哲平 冨沢和雄 | 丸英男 井上正樹                | 曽我仁彦 |
| 9   | 4月1日        | カキーン!打って走って大逆転!（野球）                                             | 戸田博史       | なみきまさと    | 仲門通                         | 吉田典史 |
| 9   | 4月1日        | カムカムかんでストレス解消!（チューインガム）                                    | 佐藤茂         | 日下部光雄      | 大鹿日出郎                     | 吉田典史 |
| 10  | 4月8日        | 飛脚も真っ青?ポストへポイ!（郵便）                                               | 花園由宇保     | 藤原良二        | 加藤政志                       | 曽我仁彦 |
| 10  | 4月8日        | チョンマゲ姿でストライク!（ボウリング）                                          | 志村多穂       | 新井豊          | 新井豊 小村井修                | 曽我仁彦 |
| 11  | 4月15日       | 白衣の天使!病気も逃げだすこの笑顔（看護婦）                                      | 首藤剛志       | 秦泉寺博        | じんせんじひろし               | 村石宏實 |
| 11  | 4月15日       | おもしろワールド 大人も子供も大満足!（遊園地）                                   | 星川秦子       | 野寺三郎        | 海老原幸男                     | 村石宏實 |
| 12  | 4月22日       | 西洋からくり!あっという間にすぐ縫える!（ミシン）                                 | 鷺山京子       | はしばみのる    | はしばみのる 赤堀隆一          | 曽我仁彦 |
| 12  | 4月22日       | 王手飛車取り!待ったなし!!（将棋）                                                | 戸田博史       | 江沢聖三        | 江沢聖三                       | 曽我仁彦 |
| 13  | 5月6日        | 昔は女の子の日でした?（端午の節句）                                              | 志村多穂       | 福田きよむ      | 鈴木真矢                       | 吉田典史 |
| 13  | 5月6日        | 花と緑のいこいのオアシス（植物園）                                               | 志村多穂       | なみきまさと    | 仲門通                         | 吉田典史 |
| 14  | 5月13日       | カードでお見合いできちゃうもん!（電話）                                          | 杉原恵         | 新井豊          | 奥村吉昭 小村井修 藤田麻貴     | 曽我仁彦 |
| 14  | 5月13日       | あいすくりん?文明開化の味がする（アイスクリーム）                                | 坂田俊二       | 秦泉寺博        | 丸英男 井上芳樹                | 曽我仁彦 |
| 15  | 5月20日       | 人の目となり足となる!（盲導犬）                                                  | 佐藤茂         | 藤原良二        | 加藤政志                       | 村石宏實 |
| 15  | 5月20日       | ウソーッ!雨の中でさしたら笑われる!?（傘）                                        | 戸田博史       | 尾崎正善        | 大鹿日出郎                     | 村石宏實 |
| 16  | 5月27日       | 御用!御用!で犯人逮捕!!（おまわりさん）                                           | 久保田圭司     | 江沢聖三        | 江沢聖三                       | 吉田典史 |
| 16  | 5月27日       | ユニークペン!ボールが回ると字が書ける（ボールペン）                              | 坂田俊二       | なみきまさと    | 伊藤郁子                       | 吉田典史 |
| 17  | 6月3日        | 御用だ!にっくきホコリを召しとったり!!（掃除機）                                  | 志村多穂       | 新井豊          | 奥村吉昭 小村井修 藤田麻貴     | 曽我仁彦 |
| 17  | 6月3日        | ピンポン・スカッシュ・バドミントン（テニスの子供達）                             | 佐藤茂         | 秦泉寺博        | 山崎英次                       | 曽我仁彦 |
| 18  | 6月10日       | ナウーイ!ネマキ姿で海水浴（水着）                                                | 花園由宇保     | 栗原達夫        | 栗原達夫                       | 村石宏實 |
| 18  | 6月10日       | 薬草あつめてハイ、晩ごはん（カレーライス）                                       | ごうどかずひこ | はしばみのる    | はしばみのる                   | 村石宏實 |
| 19  | 6月17日       | 花のお江戸にキレイな水を（水道）                                                 | 杉原恵         | 野寺三郎        | 丸山夏生                       | 吉田典史 |
| 19  | 6月17日       | 鍵盤たたいてドレミファソ（ピアノ）                                               | 志村多穂       | 藤原良二        | 佐藤多恵子 島袋美由紀          | 吉田典史 |
| 20  | 6月24日       | いつも笑顔!雲の上の看護婦さん?（スチュワーデス）                                 | 戸田博史       | まつざきはじめ  | 松崎一                         | 曽我仁彦 |
| 20  | 6月24日       | 聖徳太子もびっくり!カエル税って何?（税金）                                       | 佐藤茂         | 江沢聖三        | 江沢聖三                       | 曽我仁彦 |
| 21  | 7月1日        | モグラさん、そこのけそこのけ電車が通る（地下鉄）                                 | 星川泰子       | 尾崎正善        | 加藤政志                       | 吉田典史 |
| 21  | 7月1日        | スーイスイ！混んでる道をこがずに走る（オートバイ）                               | 笹原由美       | 新井豊          | 新井豊 小村井修                | 吉田典史 |
| 22  | 7月8日        | 旅人の強ーい味方！ホームの上の百貨店（駅の売店）                                 | 坂田俊二       | 秦泉寺博        | じんせんじひろし               | 曽我仁彦 |
| 22  | 7月8日        | 玉虫鈴虫虫集め！（昆虫採集）                                                     | 志村多穂       | なみきまさと    | 伊藤郁子                       | 曽我仁彦 |
| 23  | 7月15日       | のびてはずんでこすって消えた?!（消しゴム）                                       | 鷺山京子       | 野寺三郎        | 奥村吉昭 小村井修 藤田麻貴     | 村石宏實 |
| 23  | 7月15日       | お肌ピチピチ健康食（梅干し）                                                     | 佐藤茂         | 藤原良二        | 佐藤多恵子 島袋美由紀          | 村石宏實 |
| 24  | 7月22日       | 夏バテしらずで絶好調!（鰻の蒲焼き）                                              | 坂田俊二       | はしばみのる    | はしばみのる 赤堀隆一          | 吉田典史 |
| 24  | 7月22日       | 花をいぶして虫退治!（虫よけ）                                                    | ごうどかずひこ | まつざきはじめ  | 丸英男 井上芳樹                | 吉田典史 |
| 25  | 7月29日       | シュート!アタック!アメリカ生まれの兄弟スポーツ（バスケットボール・バレーボール） | 志村多穂       | 田哲平          | 丸英男 井上芳樹 豊増隆廣       | 曽我仁彦 |
| 25  | 7月29日       | 夜空に咲く花 何の花?（花火）                                                     | 戸田博史       | 岡広太郎        | 伊藤郁子 スタジオ雲雀          | 曽我仁彦 |
| 26  | 8月5日        | お魚ホテルはマリン・リゾート（水族館）                                           | 杉原恵         | 新井豊          | 奥村吉昭 小村井修 藤田麻貴     | 村石宏實 |
| 26  | 8月5日        | とんでとんで自由に舞う（飛行機）                                                 | 大塚敏徳       | 江沢聖三        | 江沢聖三                       | 村石宏實 |
| 27  | 8月12日       | 愛する気持ちを首に巻く（ネクタイ）                                               | 坂田俊二       | 野寺三郎        | 丸山夏生                       | 吉田典史 |
| 27  | 8月12日       | アタボウよ!誰が撮ってもユカリン美人（写真）【第2回A再放送】                      | 志村多穂       | 又野龍也        | 又野龍也                       | 曽我仁彦 |
| 28  | 8月19日       | ニセ物御用だ!まねすんな!!（ブランド）                                            | 花園由宇保     | 秦泉寺博        | じんせんじひろし               | 吉田典史 |
| 28  | 8月19日       | てやんでェ!明日は晴れに決まってる（天気予報）【第2回B再放送】                    | 戸田博史       | 藤原良二        | 加藤政志                       | 曽我仁彦 |
| 29  | 8月26日       | ヒヒーン!馬のリレーだホントかな?!（駅伝）                                        | 志村多穂       | 奥村吉昭        | 奥村吉昭 小村井修 藤田麻貴     | 曽我仁彦 |
| 29  | 8月26日       | 電気のかんづめ便利だな（電池）                                                   | 佐藤茂         | 岡光太郎        | 伊藤郁子 スタジオ雲雀          | 曽我仁彦 |
| 30  | 9月2日        | みんな一緒にいただきまーす!（給食）                                              | 星川泰子       | 尾崎正善        | 大鹿日出郎                     | 村石宏實 |
| 30  | 9月2日        | 神様かついでワッショイ!ワッショイ!（おみこし）                                   | 佐藤茂         | なみきまさと    | 伊藤郁子 スタジオ雲雀          | 村石宏實 |
| 31  | 9月9日        | 控えおろう!お奉公様のお裁きだ（裁判所）                                          | 志村多穂       | 江沢聖三        | 江沢聖三                       | 吉田典史 |
| 31  | 9月9日        | 正しく飼って欲しいニャン!そうだワァン!（ペット）                                 | 杉原恵         | はしばみのる    | はしばみのる                   | 吉田典史 |
| 32  | 9月16日       | 星をみつめて暮しを守る!（天文台）                                                | 滝沢一穂       | 藤原良二        | 大鹿日出郎                     | 曽我仁彦 |
| 32  | 9月16日       | 文明開化だ!魔法の火!（ガス）                                                     | 志村多穂       | 秦泉寺博        | 山崎英次                       | 曽我仁彦 |
| 33  | 9月23日       | 大事に使おう!森のカミ様?（紙）                                                   | 首藤剛志       | まつざきはじめ  | 松崎一                         | 村石宏實 |
| 33  | 9月23日       | スッキリサッパリ水に流してサヨウナラ（公衆トイレ）                               | 鷺山京子       | 野寺三郎        | 川筋豊                         | 村石宏實 |
| 34  | 9月30日       | イヨッ!火事とケンカは江戸の華（江戸っ子）                                        | 戸田博史       | 田哲平          | 丸英男 井上芳樹 豊増隆廣       | 吉田典史 |
| 34  | 9月30日       | ナポレオンもびっくり!丈夫で長もち（缶詰）                                        | 久保田圭司     | 小沢一浩        | 佐藤多恵子 島袋美由紀          | 吉田典史 |
| 35  | 10月7日       | リッチな気分でリッチな旅を（豪華客船）                                           | 戸田博史       | 岡広太郎        | 仲門通                         | 曽我仁彦 |
| 35  | 10月7日       | オシャレな街だ!モガとモボ?（銀座）                                               | 佐藤茂         | 江沢聖三        | 江沢聖三                       | 曽我仁彦 |
| 36  | 10月14日      | ウッソー!湯気で物が動いちゃう?（蒸気機関）                                       | 花園由宇保     | まつざきはじめ  | 松崎一                         | 村石宏實 |
| 36  | 10月14日      | 愛の誓いを指にする（指輪）                                                       | 志村多穂       | 秦泉寺博        | 山崎英次                       | 村石宏實 |
| 37  | 10月21日      | 大空をダイビング!ハッとしてパッ!!（パラシュート）                                | 坂田俊二       | 藤原良二        | 佐藤多恵子 西宮規子 島袋美由紀 | 吉田典史 |
| 37  | 10月21日      | イガイガ頭でも中味はスイート（栗）                                               | 首藤剛志       | なみきまさと    | 伊藤郁子                       | 吉田典史 |
| 38  | 10月28日      | サッカー!ラグビー!アメフト!（フットボールの三兄弟）                              | 戸田博史       | 川筋豊          | 奥村吉昭 小村井修 藤田麻貴     | 曽我仁彦 |
| 38  | 10月28日      | 下にィ!下にィ!参勤交代ごくろうさん（大名行列）                                   | 星川泰子       | 福田きよむ      | 鈴木真矢                       | 曽我仁彦 |
| 39  | 11月4日       | 足から健康!カランコロン!!（下駄）                                                | ごうどかずひこ | 秦泉寺博        | じんせんじひろし               | 村石宏實 |
| 39  | 11月4日       | プリンプリンの可愛いお菓子（ゼリー）                                             | 佐藤茂         | 奥村吉昭        | 川筋豊                         | 村石宏實 |
| 40  | 11月11日      | 身ぶり手ぶりでチンプンカンプン!（通訳）                                          | 久保田圭司     | 岡広太郎        | 伊藤郁子                       | 吉田典史 |
| 40  | 11月11日      | 燃える水はリューマチの薬?（石油）                                                | 坂田俊二       | 野寺三郎        | 丸山夏生                       | 吉田典史 |
| 41  | 11月18日      | しらとり様は神様だ!（白鳥）                                                      | 志村多穂       | まつざきはじめ  | 松崎一                         | 曽我仁彦 |
| 41  | 11月18日      | ちょっと待て!あやしいものは通しません!（税関）                                   | ごうどかずひこ | 藤原良二        | 佐藤多恵子 島袋美由紀          | 曽我仁彦 |
| 42  | 11月25日      | 空飛ぶ船の発着場（空港）                                                         | 滝沢一穂       | 江沢聖三        | 江沢聖三                       | 村石宏實 |
| 42  | 11月25日      | 主人のためならワンワンワン!（日本犬）                                            | 佐藤茂         | 手代木透        | 伊藤郁子                       | 村石宏實 |
| 43  | 12月2日       | 氷の上でフットボール!?（アイスホッケー）                                         | 戸田博史       | 奥村吉昭        | 奥村吉昭 小村井修 藤田麻貴     | 吉田典史 |
| 43  | 12月2日       | 木の皮編んで愛する人に（編み物）                                                 | 志村多穂       | 田中文兵衛      | 伊藤郁子                       | 吉田典史 |
| 44  | 12月9日       | 洗ってスッキリ!髪は女の命です（シャンプー）                                      | ごうどかずひこ | まつざきはじめ  | 松崎一                         | 曽我仁彦 |
| 44  | 12月9日       | やっぱりこれだね!日本人!!（障子）                                                | 佐藤茂         | 秦泉寺博        | 山崎英次                       | 曽我仁彦 |
| 45  | 12月16日      | ネバネバ!モリモリ!ハイ健康食!!（納豆）                                           | 志村多穂       | 奥村吉昭        | 奥村吉昭                       | 村石宏實 |
| 45  | 12月16日      | タルにエンジン!ハイ出航!（タンカー）                                             | 久保田圭司     | 岡広太郎        | 伊藤郁子                       | 曽我仁彦 |
| 46  | 12月23日      | め組だ!め組だ!こわして火消し!!（消防）                                           | 久保田圭司     | 川筋豊          | 川筋豊                         | 吉田典史 |
| 46  | 12月23日      | ヒヒーン!!走って走ってひたすら速く（サラブレッド）                               | 花園由宇保     | 藤原良二        | 加藤政志                       | 曽我仁彦 |
| 47  | 1990年 1月6日 | せりなずな食べて病気はとんでゆけ!（春の七草）                                    | 坂田俊二       | 手代木透        | 伊藤郁子                       | 曽我仁彦 |
| 47  | 1990年 1月6日 | 日本がほこる紙の芸術（折り紙）                                                   | 星川泰子       | 江沢聖三        | 江沢聖三                       | 曽我仁彦 |
| 48  | 1月13日       | ポカポカヌクヌク頭寒足熱!（こたつ）                                              | 坂田俊二       | 川筋豊          | 川筋豊                         | 吉田典史 |
| 48  | 1月13日       | てやんでェ!毒がこわくて食えるけえ!（ふぐ）                                       | 久保田圭司     | 秦泉寺博        | 山崎英次                       | 吉田典史 |
| 49  | 1月20日       | ドラキュラびっくり!命を救う!!（輸血）                                            | 佐藤茂         | 奥村吉昭        | 奥村吉昭 小村井修 藤田麻貴     | 村石宏實 |
| 49  | 1月20日       | おいしさ串刺し!こりゃうまい!!（おでん）                                          | 戸田博史       | 田哲平          | 加藤政志                       | 村石宏實 |
| 50  | 1月27日       | 粘土に書きますラブレター（印刷）                                                 | 佐藤茂         | 野寺三郎        | 丸山夏生                       | 曽我仁彦 |
| 50  | 1月27日       | 戦場で生まれて平和に奉仕（ボーイスカウト）                                       | ごうどかずひこ | 手代木透        | 伊藤郁子                       | 曽我仁彦 |
| 51  | 2月3日        | 骨で毛皮を縫っちゃった!?（縫い針）                                               | 志村多穂       | 岡広太郎        | 伊藤郁子                       | 村石宏實 |
| 51  | 2月3日        | 江戸っ子はフンドシまで借り物だあ!!（レンタル）                                   | 花園由宇保     | はしばみのる    | 加藤政志                       | 村石宏實 |
| 52  | 2月10日       | ほんと?馬がひっぱりスーイスイ!（モノレール）                                     | 花園由宇保     | 江沢聖三        | 江沢聖三                       | 吉田典史 |
| 52  | 2月10日       | うまーい!大阪生まれの江戸そだち!（佃煮）                                         | 滝沢一穂       | 奥村吉昭        | 川筋豊                         | 吉田典史 |
| 53  | 2月17日       | 燃える水から生命の水に（アルコール）                                             | 志村多穂       | 川筋豊          | 川筋豊                         | 曽我仁彦 |
| 53  | 2月17日       | シワをのばして気分もシャッキリ!（アイロン）                                      | 坂田俊二       | 秦泉寺博        | 山崎英次                       | 曽我仁彦 |
| 54  | 2月24日       | ピントぴったり!オシャレもバッチシ!!（眼鏡）                                      | 鷺山京子       | 手代木透        | 伊藤郁子                       | 村石宏實 |
| 54  | 2月24日       | ワァーきれい!マリー・アントワネットの髪飾り?（じゃがいも）                       | 志村多穂       | まつざきはじめ  | 松崎一                         | 村石宏實 |
| 55  | 3月3日        | 今日はみんなでお菓子ドロボー?!（ひなあられ）                                     | 星川泰子       | 藤原良二        | 加藤政志                       | 吉田典史 |
| 55  | 3月3日        | 野越え山越えコンニチワ!（ラジオ）                                                | 柿崎明彦       | 奥村吉昭        | 奥村吉昭                       | 吉田典史 |
| 56  | 3月10日       | マシーン!スピード!ぶっとばせ!!（自動車レース）                                   | 久島一仁       | 川筋豊          | 川筋豊                         | 曽我仁彦 |
| 56  | 3月10日       | 愛の誓いを指にする（指輪）【第36回B再放送】                                      | 志村多穂       | 秦泉寺博        | 山崎英次                       | 村石宏實 |
|     |               | カユーイのカユーイのとんでゆけー!（水虫）                                        |                |                 |                                |          |
|     |               | 網目模様のフルーツの王様!（メロン）                                              |                |                 |                                |          |
|     |               | 仮装舞踏会でスイーとデビュー!（ローラースケート）                                |                |                 |                                |          |
|     |               | ガオーッ!地球の支配者はこのオレだ!（恐竜の謎）                                   |                |                 |                                |          |
|     |               | 星の船!青い地球を宇宙から（宇宙飛行士）                                          |                |                 |                                |          |
|     |               | すけすけテープの大発明!（セロハンテープ）                                        |                |                 |                                |          |
|     |               | 食べてスッキリ体のおそうじ（食物繊維）                                           |                |                 |                                |          |
|     |               | これぞアイデア商品の大傑作!（たわし）                                            |                |                 |                                |          |
|     |               | 雨風ふせいで快適住い（壁）                                                       |                |                 |                                |          |
|     |               | 右見て左見て手を上げて!!（横断歩道）                                             |                |                 |                                |          |
|     |               | ラッキー!ラッキー!これで私も幸運ね!!（四つ葉のクローバー）                       |                |                 |                                |          |
|     |               | チクチク刺さらず安心安全（安全ピン）                                             |                |                 |                                |          |
|     |               | 暑い夏 汗をかいたらハイどうぞ!（ハンカチ）                                       |                |                 |                                |          |
|     |               | 葉っぱで包んだ中国のお菓子（柏餅）                                               |                |                 |                                |          |
|     |               | ホント?!船が沈んでも安心安心（生命保険）                                         |                |                 |                                |          |
|     |               | しらとり様は神様だ!（白鳥）                                                      |                |                 |                                |          |
|     |               | おいしさ最高!サメもツバメも食卓に!（中華料理）                                   |                |                 |                                |          |
|     |               | 赤くて辛くて寒さも吹っとぶ!!（キムチ）                                           |                |                 |                                |          |
|     |               | ウッソー!湯気で物が動いちゃう?（蒸気機関）                                       |                |                 |                                |          |
| 93  | 12月15日      | 世界でもっとも名誉で賞!（ノーベル賞）                                            | 静谷伊佐夫     | 野寺三郎        |                                | 村石宏實 |
| 93  | 12月15日      | いい夢バッチリ!頭にフィット!（枕）                                               | 柿崎明彦       | 植柳下町        |                                | 村石宏實 |
| 94  | 12月22日      | ウソー!サンタクロースの出入口?（煙突）                                           | 柿崎明彦       | 秦泉寺博        |                                | 曽我仁彦 |
| 94  | 12月22日      | アニメは1番 電話は2番（電話番号）                                                | 坂田俊二       | 江沢聖三        |                                | 曽我仁彦 |
| 95  | 1991年 1月5日 | モコモコフカフカ!ウール100パーセント!（ヒツジ）                                  | ごうどかずひこ | はしばみのる    |                                | 吉田典史 |
| 95  | 1991年 1月5日 | もらってうれしい新年のあいさつ（年賀状）                                         | 坂田俊二       | 川筋豊          |                                | 吉田典史 |
| 96  | 1月12日       | （スキー）                                                                       |                |                 |                                |          |
| 96  | 1月12日       | （障子）                                                                         |                |                 |                                |          |
| 97  | 1月19日       | （南極観測船）                                                                   |                |                 |                                |          |
| 97  | 1月19日       |                                                                                  |                |                 |                                |          |
| 98  | 1月26日       | （ご飯炊き）                                                                     |                |                 |                                |          |
| 98  | 1月26日       | （アルミ）                                                                       |                |                 |                                |          |
| 99  | 2月2日        | （節分）                                                                         |                |                 |                                |          |
| 99  | 2月2日        | （鏡）                                                                           |                |                 |                                |          |
| 100 | 2月9日        | （チョコレート）                                                                 |                |                 |                                |          |
| 100 | 2月9日        | （暗号）                                                                         |                |                 |                                |          |
| 101 | 2月16日       | （イルカ）                                                                       | もとひら了     | 野寺三郎        |                                |          |
| 101 | 2月16日       | （化粧）                                                                         | 北条千夏       | 藤原良二        |                                |          |
| 102 | 2月23日       | （写真）                                                                         | 柿崎明彦       | 川筋豊          |                                |          |
| 102 | 2月23日       | （誕生石）                                                                       | 竹脇涼         | はしばみのる    |                                |          |
| 103 | 3月2日        | （桃の節句）                                                                     | 日下実希子     | 江沢聖三        |                                |          |
| 103 | 3月2日        | （モグラ）                                                                       | 佐藤茂         | 秦泉寺博        |                                |          |
| 104 | 3月9日        | （おしるこ）                                                                     | 志村多穂       | まつざきはじめ  |                                |          |
| 104 | 3月9日        | （南極観測船）                                                                   | 久島一仁       | 野寺三郎        |                                |          |
| 105 | 3月16日       | （電子オルガン）                                                                 | 星川泰子       | 川筋豊          |                                |          |
| 105 | 3月16日       | （海苔）                                                                         | もとひら了     | 奥村吉昭        |                                |          |
| 106 | 3月23日       | （グレープフルーツ）                                                             | 滝沢一穂       | 秦泉寺博        |                                |          |
| 106 | 3月23日       | （ハイヒール）                                                                   | 早船洋美       | 藤原良二        |                                |          |
| 107 | 4月6日        | （ジュータン）                                                                   | 志村多穂       | はしばみのる    |                                |          |
| 107 | 4月6日        | （お好焼き）                                                                     | 静谷伊佐夫     | 江沢聖三        |                                |          |
| 108 | 4月13日       | （航路）                                                                         | 坂田俊二       | まつざきはじめ  |                                |          |
| 108 | 4月13日       | （電子レンジ）                                                                   | 星川泰子       | 牛草健          |                                |          |
| 109 | 4月20日       | （国連）                                                                         | 坂田俊二       | 野寺三郎        |                                |          |
| 109 | 4月20日       | （ウェディングドレス）                                                           | 鷺山京子       | 藤原良二        |                                |          |
| 110 | 4月27日       | ディナーの前に決闘だ!（ナイフ・フォーク）                                        | 戸田博史       | 秦泉寺博        |                                | 曽我仁彦 |
| 110 | 4月27日       | 暗やみで電池でピカピカ?アイ・ラブ・ユー（深海魚）                                | 佐藤茂         | 川筋豊          |                                | 曽我仁彦 |

## 放送局
※放送日時は個別に出典が掲示されてあるものを除き、1991年4月終了時点のものとする。
| 放送地域   | 放送局             | 放送日時                                                                                                | 放送系列       | 備考 |
| ---------- | ------------------ | --- | -------------- | --- |
| 関東広域圏 | 東京放送           | 土曜 17:30 - 18:00                                                                                      | TBS系列        | 制作局、現・TBSテレビ。                                                                                          |
| 福島県     | テレビユー福島     | 土曜 17:30 - 18:00                                                                                      | TBS系列        | |
| 新潟県     | 新潟放送           | 土曜 17:30 - 18:00                                                                                      | TBS系列        | キー局と同時間帯に放送していたが遅れネット。提供は東北電力・東京電力（柏崎刈羽原発がある関係）。                 |
| 北海道     | 北海道放送         | 土曜 16:54 - 17:25（1989年2月25日 - 1990年3月31日）→ 土曜 11:00 - 11:30（1990年4月7日 - 1991年5月11日） | TBS系列        | |
| 秋田県     | 秋田テレビ         | 水曜 17:30 - 18:00                                                                                      | フジテレビ系列 | |
| 山形県     | テレビユー山形     | 金曜 16:55 - 17:24                                                                                      | TBS系列        | 1989年10月開局。本放送終了後、1993年頃に一部話数を放送。                                                         |
| 長野県     | 信越放送           | 日曜 6:00 - 6:30                                                                                        | TBS系列        | |
| 静岡県     | 静岡朝日テレビ     | 土曜 6:45 - 7:15                                                                                        | テレビ朝日系列 | 本放送終了後、1997年 - 1998年頃に放送。本来のTBS系列である静岡放送では未放送。本放送時の正式社名は静岡県民放送。 |
| 富山県     | チューリップテレビ | 日曜 7:00 - 7:30                                                                                        | TBS系列        | 1990年10月開局。1991年9月頃に放送。                                                                              |